# Then I'll Come Back to You
Then I'll Come Back to You er en amerikansk stumfilm fra 1916 af George Irving.

## Medvirkende
- Alice Brady som Barbara Allison.
- Jack Sherrill som Steve O'Mara.
- Eric Blind som Caleb Hunter.
- Leo Gordon som Archie Wickersham.
- George Kline som Harrigan.